# Parco Regionale della Maremma

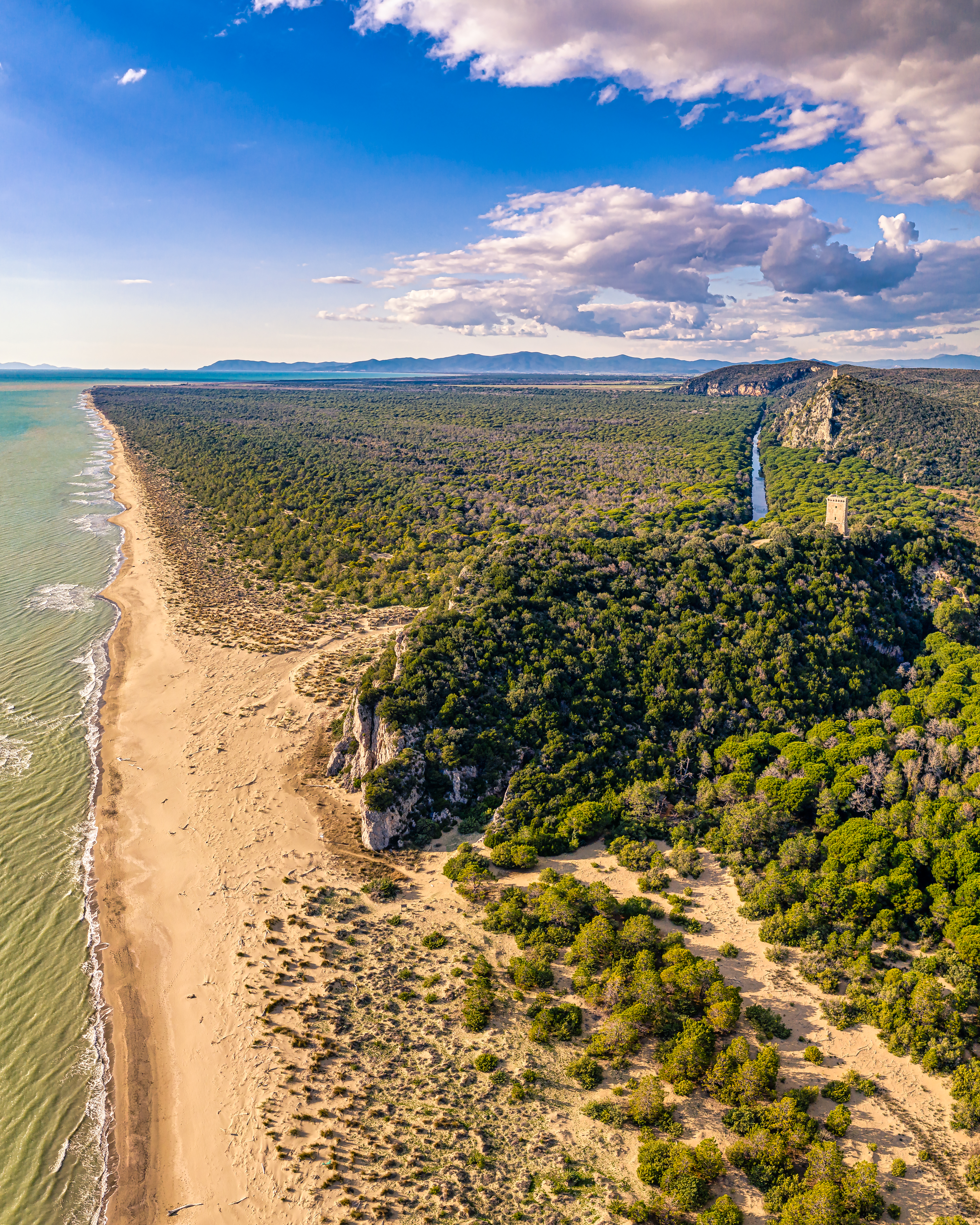
Luftaufnahme vom nördlichen Teil des Parks – links die Küste, rechts der Torre di Collelungo

Der Parco Regionale della Maremma (in der EUAP Stand 2003 offiziell noch Parco Naturale della Maremma und umgangssprachlich auch Parco dell’Uccellina genannt) ist ein Naturschutzgebiet im Süden der Toskana südlich von Grosseto. Er wurde 1975 eingerichtet und erstreckt sich auf einer Fläche von ca. 9800 ha entlang der Küsten des Tyrrhenischen Meeres zwischen den Orten Principina a Mare im Norden, Alberese im Osten und Talamone im Süden. Das Gebiet ist ein weitgehend naturbelassenes und intaktes Ökosystem.

## Landschaft
Der Naturpark umfasst alle typischen Landschaftsformationen der Maremma. Dies sind
- im Zugangsbereich bei Alberese bewirtschaftete Weiden und ausgedehnte Pinienwälder,
- im Mündungsgebiet des Flusses Ombrone Sümpfe, flache Binnenseen mit kleinen Dünen und
- auf den felsigen Hängen des über 400 m aufragenden Gebirgszugs Monti dell’Uccellina mediterrane Macchia-Vegetation und Steineichenwälder.

Die Landschaft ist durch markierte Wanderwege erschlossen, die zu verschiedenen Sehenswürdigkeiten führen.

## Sehenswürdigkeiten

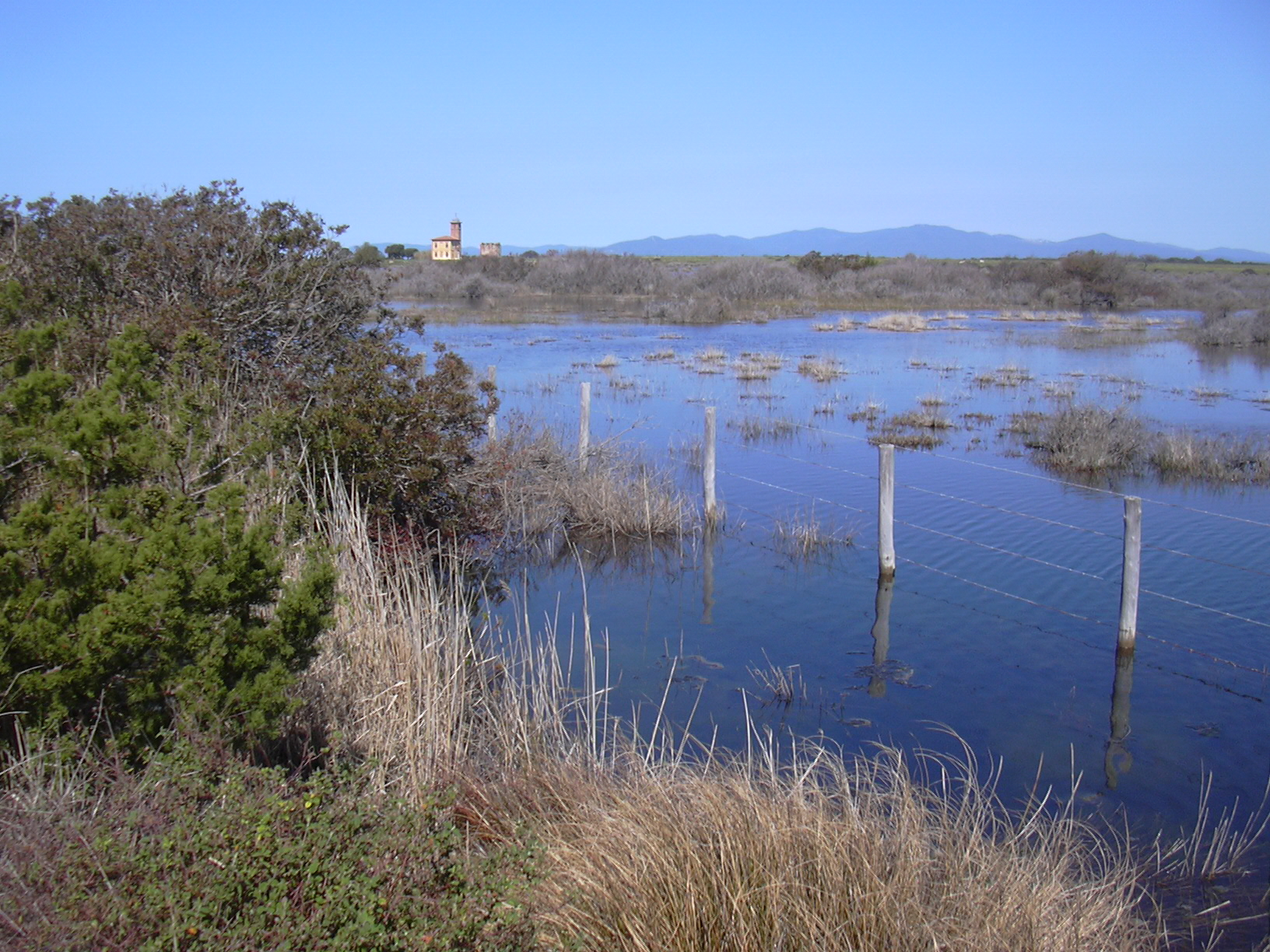
Sumpfgebiet bei der Ombrone-Mündung

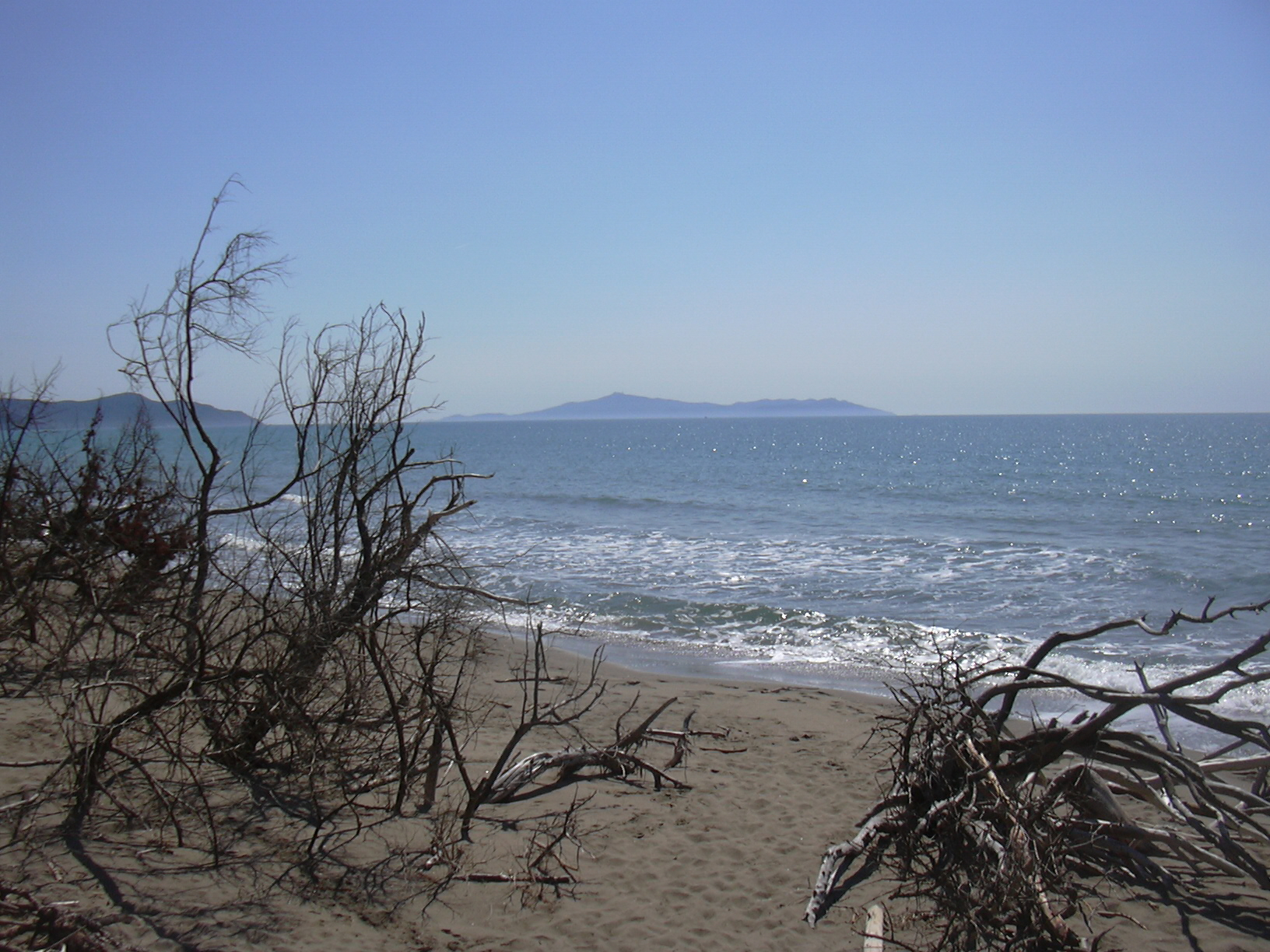
Alberese-Naturstrand

- Die Abteiruine von San Rabano ist Relikt einer 1101 gegründeten Benediktinerabtei (Monasterium Arborense), die im 14. Jahrhundert in eine Festung umgewandelt wurde und Zankapfel zwischen Pisa und Siena war; die am Ende siegreichen Sienesen ließen sie 1438 abreißen. Erhalten sind Teile der Klosterkirche sowie der Vierungsturm.
- Mehrere Wachttürme stammen teilweise aus pisanischer, teilweise aus florentinischer Zeit, um Angriffe der Sarazenen vom Meer her zu sichten. Der Torre della Trappola liegt am Ombrone-Fluss und befindet sich in Privatbesitz. Zu den Türmen Torre di Castel Marino (möglicherweise 13. Jh.), Torre di Collelungo sowie Torre Cala di Forno (beide errichtet unter Cosimo I. de’ Medici) führen Rundwanderwege. Exkursionen von Süden gehen zum Torre Rivolta und zum Torre Cannelle (16. Jh.). Auch der Turm neben der Abteikirche von San Rabano (Torre dell’Uccellina) war ein Wachtturm. Weitere Türme liegen unzugänglich tief in der Macchia.
- Im Bereich der Ombrone-Flussmündung sind noch die historischen Wasserregulierungsanlagen zur kontrollierten Ableitung des Flusswassers in die Seitenkanäle erhalten. Ferner sind hier ein Naturlehrpfad zur Entstehung der Sumpflandschaft sowie eine Vogelbeobachtungsstation eingerichtet. In den Feuchtgebieten mischt sich das Salzwasser des Meeres mit dem Süßwasser des Flusses, so dass hier sowohl Süßwasser- als auch Seefische gleichzeitig vorkommen. Der naturbelassene Strand von Alberese zieht sich 6 km von der Flussmündung bis unterhalb der Abteiruine hin, jedoch sind nur ca. 2 km als Wandergebiet freigegeben.
- Prähistorische Höhlen zeugen von der Besiedlung der Gegend seit der Altsteinzeit (bis vor ca. 12.000 Jahren). Werkzeuge von Neandertalern (Homo sapiens neadertalensis) wurden in großer Zahl gefunden und sind von historischer und paläontologischer Bedeutung. Die ältesten Funde wurden in der Grotta dello Scoglietto im Norden des Parkes gemacht. Offenbar wurde diese Höhle während sehr langer Zeit benutzt, denn man fand auch Dutzende von Bestattungen aus der Bronzezeit. Besonders erwähnenswert sind menschliche Schädel mit Spuren von Bohrlöchern.

Ebenfalls im nördlichen Parkteil ist die Grotta della Fabbrica. Dort wurden zahlreiche Werkzeuge aus der Mittel- und der Jungsteinzeit (ca. 5600–4900 v. Chr.) gefunden. Es sind dies Schabwerkzeuge, Speerspitzen, Steinkeile sowie Knochen von Wildtieren (Hirsch, Reh, Auerochse, Wildesel, Pferd, sowie Braunbären, Wolf, Hyäne und Höhlenlöwen). Diese Grotte ist sehr gut sichtbar von der Straße an die Marina Alberese aus.
In der Grotta del Golino bei Talamone im Süden des Parkes wurden zahlreiche Funde vermutet. Unsachgemäße Ausgrabungen (1865 und 1912) haben allerdings viel zerstört. Die gefundenen Objekte stammen aus der Mittleren Steinzeit (ca. 9600–5600 v. Chr.).

## Tierwelt

### Extensiv gehaltene Haustiere

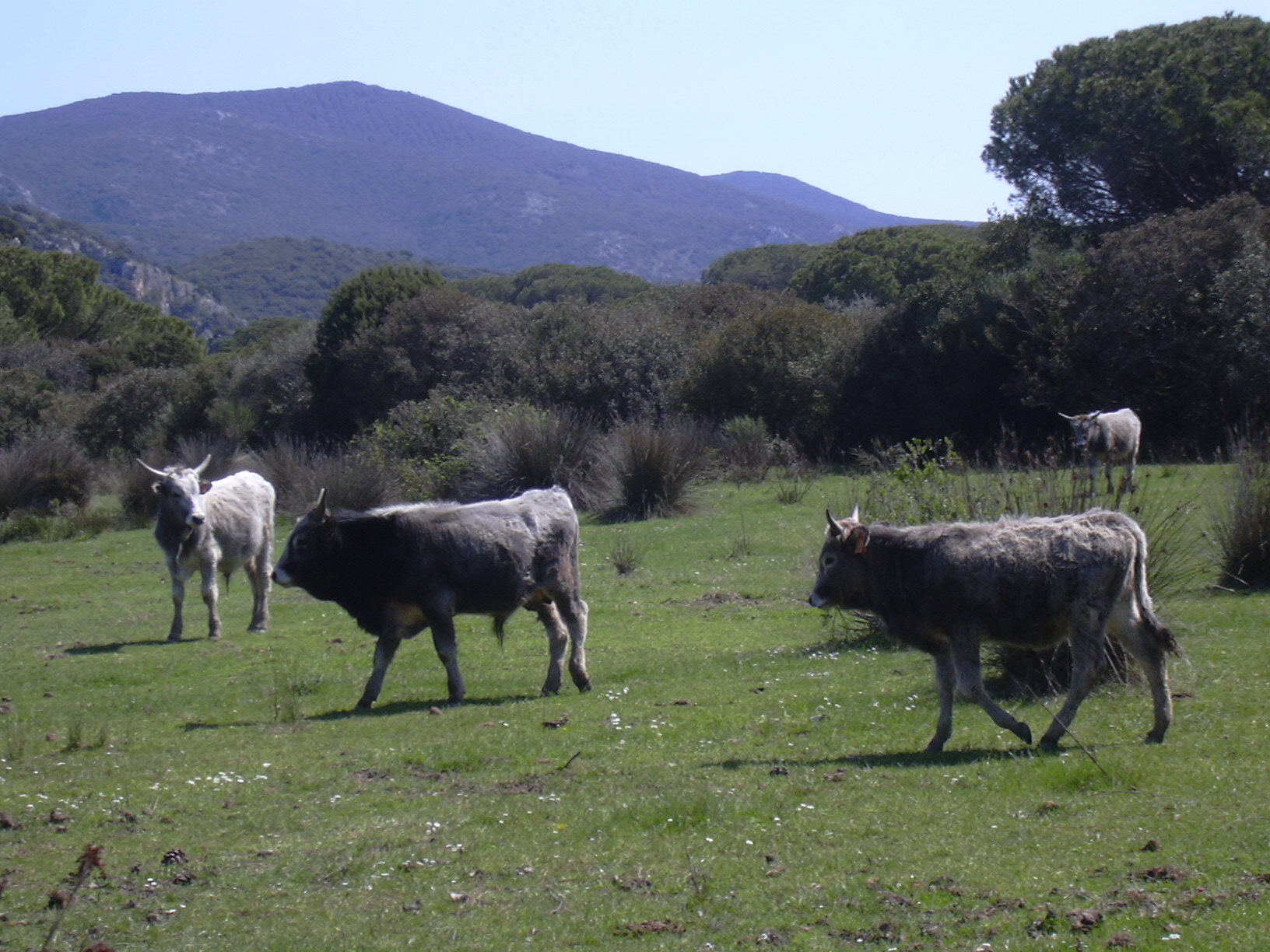
Maremma-Rind

Beiderseits der Straße nach Marina di Alberese erstrecken sich Weiden für das Maremma-Pferd (cavallo maremmano) sowie das Maremmana, eine spezielle, nur in der Maremma vorkommende Rinderart, die größer als das Hausrind, grauscheckig und mit großen Hörnern ausfällt.

### Wildtiere
In den umliegenden Macchia-Zonen der Uccellina-Hügelkette leben Wildschwein, Stachelschwein, Fuchs und Hase, Damwild und der Dachs.
Abgelegene Felsgebiete bieten selteneren Tierarten wie der Wildkatze und dem Steinmarder Lebensräume.
In erster Linie aber versteht sich der Parco Naturale della Maremma als Vogelschutzgebiet. Viele Vogelarten leben hier das ganze Jahr über; zusätzlich ist der Park ein Winterquartier und Sommernistplatz für Zugvögel.

### Ganzjährig anwesende Vogelarten
Neben vielen auch außerhalb des Naturparks lebenden europäischen Singvogel-Arten gibt es in den Feld- und Waldgebieten zu allen Jahreszeiten Greifvögel wie etwa Mäusebussard und Turmfalke und nachtaktive Vögel wie Schleiereule und Uhu. Der Wanderfalke (Falco peregrinus) findet ideale Nistplätze an den Felswänden des Gebirgszuges.
Vor allem die Feuchtgebiete sind artenreich, hier sind Stockenten, Blässhühner, Graureiher und Silberreiher ganzjährig vertreten. Auch stark gefährdete Arten wie die Blauracke (Coracias garrulus), der Häherkuckuck (Clamator glandarius) und andere finden dort geeignete Brutgebiete.

### Zugvögel
Im Uccelina-Gebirgszug mit Wäldern und Macchia-Vegetation brüten im Sommer
der Kuckuck, die Nachtigall, der Eichelhäher und andere Singvogelarten, die im Winter noch weiter nach Süden ziehen.
In diese Bereiche ziehen zur Überwinterung aus dem Norden der Zaunkönig, die Waldschnepfe und das Rotkehlchen.
Ein häufiger Sommer-Brutvogel im Bereich der Ombrone-Mündung ist der Bienenfresser, ganze Kolonien säumen in den warmen Monaten die Flussläufe, wo sie zum Brüten Gänge in überhängende Sandwände oder auch in den Boden graben.
Es überwintern in den Flachwasserseen dieses Gebietes einige zusätzliche Entenarten (z. B. Pfeifenten und Tauchenten). Goldregenpfeifer, Kiebitze, Brachvögel und Wildgänse kommen jährlich dazu. Ferner ziehen kleinere Vogelarten wie Eisvogel, Rohrsänger und Beutelmeisen aus nördlichen Gefilden in den Wintermonaten in die südliche Toskana.

### Wiederansiedlung des Fischadlers(Pandion haliaetus)
Der Fischadler (italienisch Falco pescatore) reagiert empfindlich auf Veränderungen seines Lebensraumes. Mitte des 20. Jahrhunderts wurde er zunehmend zurückgedrängt. Jagd, Nestraub und Umweltgifte führten dazu, dass der Fischadler im Mittelmeerraum fast ganz ausstarb. Geringe Bestände gab es noch auf Korsika, auf den Balearen und an der nordafrikanischen Küste in Algerien und Marokko.
In der Réserve naturelle de Scandola auf Korsika gelang die Wiederaufzucht. Dank guter Kontakte zwischen den Parks auf Korsika und in der Maremma konnte ein Projekt zur Wiederansiedlung im Parco Regionale della Maremma realisiert werden: 40 Tage alte Jungvögel wurden auf Korsika eingefangen und im Parco dell’Uccellina ausgesetzt, zwischen 2006 und 2010 konnten insgesamt 33 Küken umgesiedelt werden. Im für sie idealen Lebensraum an der Ombrone-Mündung wurde die Vogelart wieder heimisch: 2011 brütete erstmals ein Paar.

## Wasserhaushalt

### Trockenlegung des Sumpfes von Alberese
Wie andere Teile der Maremma war auch das Gebiet von Alberese und die Mündung des Ombrone sehr sumpfig. Dadurch war die Malaria sehr verbreitet, das Trinkwasser häufig nicht sauber.
Leopold II., Großherzog der Toskana, begann 1828 sein Gut Alberese zu sanieren. Dieses Projekt war Teil von umfassenden Maßnahmen zur Verbesserung der Lebensbedingungen der Bewohner an den Küsten der Toscana. Durch die politischen Wirren des Risorgimento wurde der beliebte Granduca 1859 zum Rücktritt gezwungen. In den folgenden Jahren wäre die Regierung des jungen Staates Italien für die Fortführung der Arbeiten zuständig gewesen, doch wurden diese Aufgaben vernachlässigt. Leopolds Sohn und letzter Großherzog der Toscana, Ferdinand IV., setzte das Werk seines Vaters fort und unternahm große Anstrengungen, den Sumpf in Alberese trockenzulegen.
Mit einem durchdachten System von Kanälen wird das Wasser abgeführt, eine schwierige Aufgabe aufgrund des geringen Gefälles in Meeresnähe. Ein Geflecht von kleineren und größeren Kanälen führt den beiden Hauptentwässerungskanälen, dem Canale Essicatore (wörtlich: Entwässerungskanal) und dem Canale Scaricatore (wörtlich: Abzugskanal) Wasser zu. Die Gesamtlänge aller Kanäle beträgt 45 km. Bei der Mündung des Ombrone wurde eine Saugpumpe installiert (Idrovaro San Paolo), der Fluss selber mit einem effektiven Schleusensystem reguliert: Die von Leonardo da Vinci erfundenen Schleusen (porte vinciane) ermöglichen den Abfluss des Süßwassers, wenn das Meeresniveau niedriger ist als jenes des Flusses, bei Flut werden die Schleusentore vom ansteigenden Wasser nach innen gedrückt, so dass das Eindringen von Salzwasser nicht mehr möglich ist.
Um 1840 wurde damit begonnen, in der nun trockenen Zone am Meer die Samen von verschiedenen Kiefernarten auszusäen. Es sind dies die Pinie (Pinus pinea), die Strandkiefer (Pinus pinaster) und die Aleppo-Kiefer (Pinus halepensis). Damit sollten einerseits die Dünen gefestigt und am Wandern gehindert werden, zugleich werden so die bewirtschafteten Felder vor dem Seewind geschützt. Die Samen der Pinien reifen in drei Jahren heran und werden geerntet.
Die Entwässerungsarbeiten waren ein voller Erfolg, unter anderem verbesserten sich die hygienischen Verhältnisse der Bevölkerung, die Zahl der Todesfälle ging stark zurück: Zählte das Gut Alberese 1841 lediglich 26 Einwohner, so waren es 1919 bereits 220 Personen.
Die Bauten zur Gewässerregulierung wurden in den Jahren 2010 bis 2013 wieder instand gesetzt: Saugpumpe und Schleusen wurden erneuert, zudem wurde ein mächtiger Wall parallel zum Küstenverlauf erstellt. Er soll die Erosion der Küste und die Versalzung der Sumpfgewässer aufhalten. Im Zuge dieser Arbeiten wurden auch der zeitweilig geschlossene Naturlehrpfad und die ebenfalls nicht mehr zugängliche Vogelbeobachtungsstation auf stabileren Fundamenten neu errichtet. Weitere Arbeiten sind im Gange und geplant.

### Mündung des Ombrone

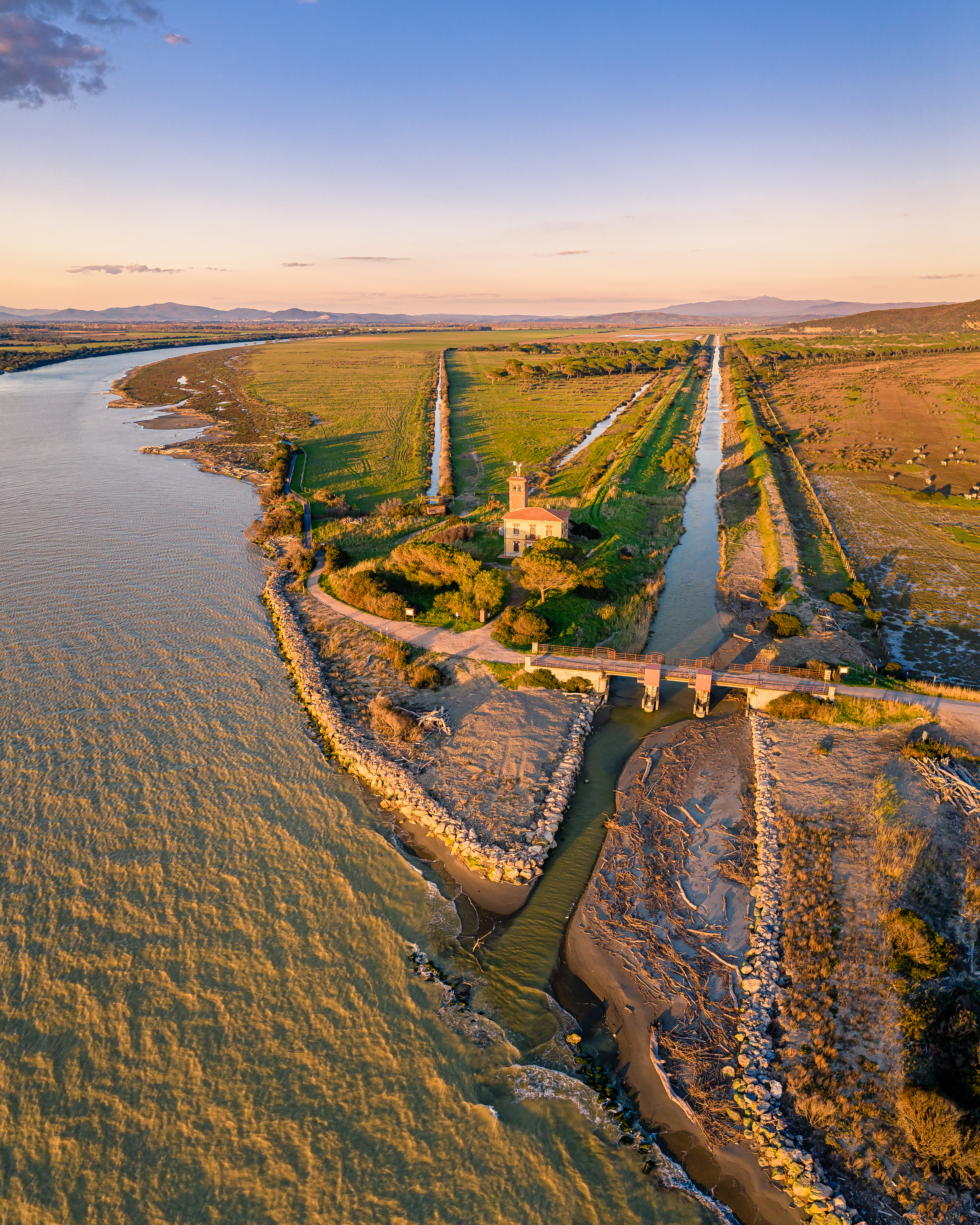
Der Ombrone kurz vor der Mündung in das Tyrrhenische Meer

In historischer Zeit führte der Ombrone sehr viel Sand und Geschiebe. Das Material wurde im Mündungsgebiet abgelagert, es bildete sich ein ansehnliches Delta.
Seit Mitte der 1950er Jahre verändert sich die Küstenlinie jedoch stark und verschiebt sich landeinwärts. Die älteren Bewohner der Maremma sind der Meinung, dies sei auf den Bau des Hafens von Punta Ala weiter nördlich zurückzuführen. Die Meeresströmungen hätten sich durch die massiven Eingriffe verändert.
Andere Einflüsse dürfen aber nicht übersehen werden: Nach den verheerenden Überschwemmungen von 1966 wurden der Fluss und seine Nebenflüsse im Unterlauf saniert und kanalisiert. Somit führt er wesentlich weniger Geschiebe. Wellen und Strömungen des Meeres können somit stärker wirken und schwemmen die Sedimente im Mündungsgebiet weg.
Schließlich beschädigen Schleppnetze von Fischkuttern sowie die Anker der Yachten den Meeresgrund vor der Küste.
Tatsache ist, dass die Küste im Mündungsgebiet des Ombrone zwischen 1954 und 1985 um 350 m ins Landesinnere zurückgedrängt wurde. Die Strandeinrichtungen von Marina di Alberese wie Badehäuschen, Restaurants usw. mussten aufgelassen werden, Straßen und Wanderwege sind nicht mehr begehbar oder ganz verschwunden. Das Delta wurde mehr und mehr abgetragen, heute präsentiert sich die Flussmündung eher als Trichtermündung. Es versteht sich, dass diese Veränderungen auch auf die Vegetation und die Vogelwelt großen Einfluss hat. Die Erosion ist weiter im Gange.

### Veränderung des Grundwasserspiegels
Die Erosion der Küste sowie der zunehmende Verbrauch von Grundwasser für die Landwirtschaft in der Region bewirken, dass das Grundwasser einen immer höheren Salzgehalt aufweist. Das wirkt sich auch auf die Vegetation aus: Viele Pflanzen, vor allem die Pinien, vertrocknen zunehmend. Das ist vor allem am Nord- und am Südende des Parco Regionale della Maremma sehr gut sichtbar.

## Zugang

### Allgemeine Informationen
Der Park ist das ganze Jahr über und an jedem Tag der Woche geöffnet. Ausnahmen bestehen in der heißesten Jahreszeit.

Die Eintrittskarten für den Parkbesuch sind an den Kassen der Besuchszentren erhältlich. 

Mit dem eigenen Pkw dürfen nur die Besucherzentren von Alberese und Talamone sowie ein kostenpflichtiger Parkplatz am Strand (Marina di Alberese 42° 38′ 56,18″ N, 11° 2′ 7,6″ O) angefahren werden. Es hat nur ein bestimmtes Kontingent von Wagen Platz; der Zugang wird durch eine Barriere geregelt.

Vom Besucherzentrum in Alberese fahren regelmäßig Busse für Wanderer in den Naturpark (bis Pratini, Ausgangspunkt von vier Wanderwegen) und für Badegäste zum Sandstrand in Marina di Alberese. Im Sommer gibt es Verpflegungsmöglichkeiten in Marina di Alberese.

### Tipps für Parkbesucher
Am besten wird der Park außerhalb des Sommers besucht. Herbst, Winter und Frühling sind zu empfehlen. Im Sommer kann es sehr heiß werden.

Für längere Wanderungen muss auf alle Fälle genügend Wasser zum Trinken mitgenommen werden, denn es gibt weder Quellen noch Brunnen unterwegs.

Gutes Schuhwerk (Wanderschuhe) ist für die Wanderungen sehr zu empfehlen, denn die Wege sind teilweise steinig und steil.

Vor dem Parkbesuch ist es empfehlenswert, sich bei den Besucherzentren im Detail zu informieren.

In Alberese gibt es mehrere Möglichkeiten, Fahrräder auszuleihen.

Es werden auch geführte Exkursionen außerhalb der allgemein zugänglichen Wege und zu besonderen Zeiten angeboten (Wildbeobachtung, Vogelexkursionen, Nachtwanderungen, Kanufahrten). Informationen im Besucherzentrum.

#### Ausgangspunkt Alberese
Von Alberese aus führen sieben unterschiedlich lange und auch unterschiedlich anspruchsvolle Wanderwege durch den Naturpark.
Im Hochsommer sind die Wanderwege A3 (von Pratini zu den Höhlen) und A4 (von Pratini zur Bucht Cala del Forno) gesperrt. Dies ist eine Maßnahme zur Verhütung von Waldbränden.
Aus dem gleichen Grund können in dieser Zeit die Wege A1 (von Pratini nach San Rabano) und A2 (von Pratini zu den Türmen) nur in geführten Gruppen begangen werden.

#### Ausgangspunkt Talamone
Von Talamone aus führen drei Wanderwege in den Park.
Die Wanderwege in der Umgebung von Talamone sind nur über das Besucherzentrum Caprarecce zu erreichen.
Im Sommer in der heißesten Tageszeit ist der Zugang untersagt (Schutz vor Waldbränden).

#### Marina di Alberese
Von der Straße nach Marina di Alberese zweigt ein Weg in Richtung Ombronemündung ab. Am Fluss ist die Vogelbeobachtungsstation mit zahlreichen Informationen über die zu beobachtenden Vögel neu errichtet worden. Die Mitnahme eines Fernglases ist empfehlenswert.

### Verhaltensregeln
- Immer auf den markierten Wegen bleiben.
- Die Umwelt respektieren. Also keine Steine mitnehmen und die Sanddünen vorsichtig betreten.
- Pflanzen und Tiere respektieren, also auch keine Exemplare sammeln.
- Lärm vermeiden.
- Keinerlei Abfall, auch keinen organischen, liegen lassen.
- Das Feuermachen ist zu jeder Zeit und überall strengstens verboten.
- Alles, was einen Brand verursachen könnte, muss vermieden werden (Glasscherben!).
- Bei Zäunen die für Fußgänger vorgesehenen Durchgänge benutzen und die Tore so lassen, wie sie vorgefunden werden.
- Keine wilden Tiere berühren oder füttern (die Füchse sind teilweise sehr zutraulich!). Damit können gefährliche Bisse und die Übertragung von Krankheiten vermieden werden.
- Haustiere (Hunde) dürfen nicht in den Park, auch nicht an der Leine.